# Bitwa nad Kaczawą
Bitwa nad Kaczawą, bitwa pod Legnicą – starcie zbrojne, które miało miejsce 26 sierpnia 1813 roku podczas wojny Francji z szóstą koalicją. Rozegrała się na obszarze pomiędzy Kaczawą na pn. i pn-zach., wysoczyzną Płaskowyżu Janowickiego na wschodzie, a  Warmątowicami i Bielowicami na południu, w odległości około 10 km w linii prostej od murów miejskich ówczesnej Legnicy.

## Przebieg bitwy
Walka toczyła się pomiędzy armią francuską (102 000 żołnierzy) dowodzoną przez marszałka Macdonalda a armią prusko-rosyjską (114 000 żołnierzy) dowodzoną przez feldmarszałka Blüchera.
Podczas saskiej kampanii Napoleon wspólnie z armią Gouviona Saint Cyra ruszył pod Drezno, zostawiając na Śląsku armię Macdonalda, by ta ścigała Armię Śląską Blüchera i nie dopuściła do połączenia się jej sił z Armią Czeską Schwarzenberga. Realizując zadanie Macdonald 23 sierpnia rozpoczął ofensywę znad linii rzeki Bóbr w kierunku Jawora. Korpusy francuskie maszerowały w znacznej odległości od siebie.
Gdy Blücher dowiedział się o odejściu głównych sił francuskich, także postanowił przejść do ofensywy. W tym celu przeciwko francuskiemu centrum skierował pruski korpus Yorcka, natomiast na lewe skrzydło francuskie skierował w kierunku Legnicy rosyjski korpus Sackena. Pruski korpus de Langerona ruszył na prawe skrzydło francuskie.
Obie wielkie, w przybliżeniu równe sobie armie, wpadły na siebie niespodziewanie 26 sierpnia, w czasie burzy i ulewnego deszczu. Pierwszy zorientował się wódz francuski i wydzieliwszy ze swej armii 60 000 żołnierzy rzucił ich na prawe skrzydło armii prusko-rosyjskiej. Ponieważ kolumny francuskiej armii były zbyt oddalone od siebie, francuskie natarcie nie powiodło się.
W międzyczasie pozostałe 30 000 żołnierzy armii Macdonalda, którzy mieli trzymać wojska prusko-rosyjskie na ich dotychczasowych pozycjach, stanęło wobec potężnego kontrataku. Choć atak korpusu Langerona Francuzi odparli, pozostałe dwa korpusy odniosły sukces, odcinając jedną z francuskich dywizji.
Nie mając żadnego wsparcia ani posiłków Francuzi po niedługim czasie zostali zmuszeni do odwrotu, ponosząc przy tym duże straty. Łącznie Macdonald stracił 15 000 zabitych, rannych i jeńców, natomiast Blücher – około 4000 zabitych i rannych. Pokonana armia francuska wycofała się na Bolesławiec.

## Efekty
Nie licząc poważnych strat, przegrana bitwa pogorszyła ogólną sytuację strategiczną Francuzów. Ta porażka w połączeniu z przegraną cztery dni później bitwą pod Kulmem i 6 września pod Dennewitz, z nawiązką zniwelowała korzyści, jakie Francuzi odnieśli dzięki zwycięstwu Napoleona pod Dreznem.
Zwycięstwo nad Kaczawą przyniosło Blücherowi tytuł Księcia Wahlstatt (Wahlstatt – niemiecka nazwa miejscowości Legnickie Pole).
Bitwę upamiętnia Muzeum w Duninie.